# 唐納森 (明尼蘇達州)
唐納森（英語：Donaldson）是一個位於美國明尼蘇達州基特遜縣的城市。

## 歷史
唐納森的郵局自1884年營運至今。此地得名自當地農夫卡普廷·W·唐納森（Captain W. Donaldson）。

## 人口
根據2020年美國人口普查的數據，唐納森的面積為1.53平方千米，皆為陸地。當地共有人口20人，而人口密度為每平方千米13人。